# شاحك (الطيال)

تعديل مصدري - تعديل

شاحك هي إحدى قرى عزلة جبل اللوز بمديرية الطيال التابعة لمحافظة صنعاء، بلغ تعداد سكانها 904 نسمة حسب تعداد اليمن لعام 2004.